# Grande-Terre (Gwadelupa)
Grande-Terre – wschodnia część wyspy Gwadelupa (departament zamorski Francji), oddzielona cieśniną Rivière Salée (fr. Słona Rzeka) od drugiej, większej części Gwadelupy, Basse-Terre. Należy do archipelagu Wysp Nawietrznych, na wschód od niej leżą La Désirade i Petite Terre, na południe – Marie-Galante. Znajdują się na niej miasta okręgu Pointe-à-Pitre, m.in. Les Abymes, Sainte-Anne, Le Gosier, Pointe-à-Pitre oraz port lotniczy Pointe-à-Pitre. Na tej części Gwadelupy leży większość infrastruktury turystycznej. Na Grande-Terre leży najbardziej wysunięty na północ punkt Gwadelupy, Pointe de la Grande Vigie.
Pomimo nazwy, jest mniejsza od Basse-Terre (848 km²), natomiast ma o wiele większą powierzchnię od Petit-Terre, stąd nazwa. Grande-Terre ma powierzchnię 586,68 km² i jest stosunkowo niska (zbudowana jest na wapiennym płaskowyżu); najwyższym szczytem jest Morne l'Escale (136 m n.p.m.). W okolicy znajduje się sporo raf koralowych. Na wyspie znajdują się m.in. wędrujące kamienie, klify oraz  plaże z jasnym i ciemnym piaskiem. Populacja w 2006 roku wyniosła 197 tys. osób, a gęstość zaludnienia wyniosła 337 osób/km².